# Nuoto sincronizzato ai campionati mondiali di nuoto 2017 - Singolo (programma tecnico)
La gara del nuoto sincronizzato - singolo tecnico dei campionati mondiali di nuoto 2017 è stata disputata il 14 e 15 luglio presso il parco Városliget di Budapest. La gara, alla quale hanno preso parte 30 atlete provenienti da 30 nazioni, si è svolta in due turni.
La competizione è stata vinta dalla sincronetta russa Svetlana Kolesničenko, mentre l'argento e il bronzo sono andati rispettivamente alla spagnola Ona Carbonell e all'ucraina Anna Vološyna.

## Programma
| Data           | Ora (UTC+2) | Turno       |
| -------------- | ----------- | ----------- |
| 14 luglio 2017 | 11:00       | Preliminari |
| 15 luglio 2017 | 11:00       | Finale      |

## Risultati
| Pos. | Atleta                | Nazione        | Preliminari | Preliminari | Finale          | Finale          |
| Pos. | Atleta                | Nazione        | Punti       | Pos.        | Punti           | Pos.            |
| ---- | --------------------- | -------------- | ----------- | ----------- | --------------- | --------------- |
| 1    | Svetlana Kolesničenko | Russia         | 94,0229     | 1           | 95,2036         | 1               |
| 2    | Ona Carbonell         | Spagna         | 92,3893     | 2           | 93,6534         | 2               |
| 3    | Anna Vološyna         | Ucraina        | 90,5617     | 4           | 91,9992         | 3               |
| 4    | Yukiko Inui           | Giappone       | 90,8837     | 3           | 91,7490         | 4               |
| 5    | Jacqueline Simoneau   | Canada         | 89,2331     | 5           | 89,5000         | 5               |
| 6    | Linda Cerruti         | Italia         | 87,8975     | 6           | 88,3369         | 6               |
| 7    | Evangelia Platanioti  | Grecia         | 86,9661     | 7           | 86,5328         | 7               |
| 8    | Vasiliki Alexandri    | Austria        | 82,7804     | 8           | 83,9967         | 8               |
| 9    | Min Hae-yon           | Corea del Nord | 82,6416     | 9           | 83,1769         | 9               |
| 10   | Joana Jiménez         | Messico        | 82,0066     | 10          | 82,4507         | 10              |
| 11   | Lara Mechning         | Liechtenstein  | 80,3468     | 11          | 81,8521         | 11              |
| 12   | Vivienne Koch         | Svizzera       | 80,2948     | 12          | 80,2700         | 12              |
| 13   | Szofi Kiss            | Ungheria       | 78,7579     | 13          | Non qualificate | Non qualificate |
| 14   | Giovana Stephan       | Brasile        | 77,6135     | 14          | Non qualificate | Non qualificate |
| 15   | Nada Daabousová       | Slovacchia     | 77,1854     | 15          | Non qualificate | Non qualificate |
| 16   | Lee Ri-young          | Corea del Sud  | 76,9730     | 16          | Non qualificate | Non qualificate |
| 17   | Michelle Zimmer       | Germania       | 76,8697     | 17          | Non qualificate | Non qualificate |
| 18   | Dara Tamer            | Egitto         | 73,9650     | 18          | Non qualificate | Non qualificate |
| 19   | Camila Arregui        | Argentina      | 73,7771     | 19          | Non qualificate | Non qualificate |
| 20   | Debbie Soh            | Singapore      | 72,9689     | 20          | Non qualificate | Non qualificate |
| 21   | Malin Gerdin          | Svezia         | 72,5904     | 21          | Non qualificate | Non qualificate |
| 22   | Isidora Letelier      | Cile           | 72,4317     | 22          | Non qualificate | Non qualificate |
| 23   | Kyra Hoevertsz        | Aruba          | 72,0680     | 23          | Non qualificate | Non qualificate |
| 24   | Gan Hua Wei           | Malaysia       | 71,3383     | 24          | Non qualificate | Non qualificate |
| 25   | Hristina Damyanova    | Bulgaria       | 70,3736     | 25          | Non qualificate | Non qualificate |
| 26   | Swietłana Szczepańska | Polonia        | 69.9209     | 26          | Non qualificate | Non qualificate |
| 27   | Nevena Dimitrijević   | Serbia         | 69,8904     | 27          | Non qualificate | Non qualificate |
| 28   | Natalia Jenkins       | Costa Rica     | 67,2832     | 28          | Non qualificate | Non qualificate |
| 29   | Carysney García       | Cuba           | 65,4680     | 29          | Non qualificate | Non qualificate |
| 30   | Aleisha Braven        | Nuova Zelanda  | 64,8782     | 30          | Non qualificate | Non qualificate |